# Corel Ventura
Ventura Publisher va ser el primer programari popular d'autoedició per a ordinadors compatibles amb l'IBM PC executant l'extensió de GEM per al sistema operatiu DOS. El programari va ser desenvolupat originalment per Ventura Software, una petita empresa de programari fundada per John Meyer, Don Heiskel i Jay Lee Lorenzen, tots els quals es van conèixer mentre treballaven en Digital Research. Es va executar a una versió d'execució del GEM de Digital Research.
La primera versió de Ventura Publisher va ser llançada el 1986. L'aplicació va ser adquirida per Corel el 1993.